# 马也
马也（1980年—），中国足球裁判，长沙理工大学体育部讲师，中国国家一级裁判。2010年，马也就参与了中国足球乙级联赛的执法。2004年至2010年间，马也在湖南省大学生足球锦标赛中担任球队教练。2014赛季，马也被提拔为中甲联赛主裁判。